# Lynx Air International
Lynx Air International fue una aerolínea de los Estados Unidos con sede en Fort Lauderdale, Florida, EE. UU.. Cesó sus operaciones en 2009.

## Historia
La aerolínea fue fundada por C.A. Southerland y Steve Adams en 1989 como la primera aerolínea comercial que ofrecía servicio directo desde EE. UU. a Cap-Haïtien, en la costa norte de Haití. Lynx Air International llegó a tener 117 empleados de tiempo completo en cinco países (abril de 2008) y operaba vuelos regulares a siete destinos en las Bahamas, así como a Cap-Haïtien, Haití y Guantánamo, Cuba. Lynx también ofreció servicios a Jamaica, las Islas Turcas y Caicos y la República Dominicana, desde los aeropuertos de Fort Lauderdale y Miami.
Inicialmente, Lynx fue certificada por la FAA como aerolínea bajo la Parte 135, y luego obtuvo la certificación bajo la Parte 121 en mayo de 1997. Lynx suspendió sus operaciones en julio de 2009, poco más de 20 años después de su primer vuelo, el 5 de mayo de 1989.

## Destinos
Lynx Air International ofrecía vuelos regulares a varios destinos en el Caribe, incluidos Haití, Guantánamo (Cuba), la República Dominicana, Jamaica y las Bahamas.
En febrero de 2006, Lynx Air International llevó a cabo una importante expansión, añadiendo más vuelos a las Islas Out de las Bahamas desde Fort Lauderdale, incluyendo tres islas adicionales: South Andros (Congotown), Abaco y North Eleuthera. En 2007, Lynx Air International cesó el servicio a Treasure Cay, Abacos (Aeropuerto de Treasure Cay).
Las diferentes islas de las Bahamas que Lynx sirvió durante sus años de operación fueron:
- Andros Sur/Congotown - Andros

Andros Town/Fresh Creek - Andros
- Bimini del Sur - Bimini
- Eleuthera Norte - Eleuthera
- Governor's Harbour - Eleuthera
- Georgetown - Exuma
- New Bight - Cat Island

Lynx fue el único servicio aéreo directo desde EE. UU. a Congo Town y San Andros.
Durante toda su existencia, Lynx proporcionó el único servicio aéreo directo y continuo desde EE. UU. a Cap-Haïtien, y dominó el mercado, operando numerosos vuelos desde y hacia Fort Lauderdale y Miami. Lynx también ofreció vuelos regulares directos entre Fort Lauderdale, Florida y la Base Naval de EE. UU. en Guantánamo, Cuba, sirviendo a numerosos contratistas que vivían y trabajaban allí en nombre del gobierno de EE. UU..
Además del servicio de pasajeros, Lynx tenía una fuerte operación de carga exprés y servicio de correo privado (por suscripción), principalmente para los residentes de Cap-Haïtien, Haití, y atribuía su éxito a lo largo de los años a tener diversas fuentes de ingresos, no dependiendo exclusivamente del tráfico de pasajeros. Los aviones Metro turbohélice que Lynx operó inicialmente podían configurarse en modo "Combi", y muchas veces Lynx utilizaba las aeronaves en configuración de carga o combinada en un tramo del vuelo, y luego reinstalaba los asientos de pasajeros para el tramo de regreso, maximizando la utilización y los ingresos.

## Flota
Durante su existencia, y después de una fusión con Florida Coastal Airlines que tuvo lugar en 2008, Lynx Air operó una variedad de aeronaves, incluyendo Cessna 402, DC-3, Piper Aztec, y turbohélices Metro III y Saab 340.

### Flota histórica
Lynx Air International operó previamente las siguientes aeronaves:
- 7 Fairchild Swearingen Metroliner
- 4 Saab 340